# Tonka, cheval sauvage
Pour plus de détails, voir Fiche technique et Distribution.
Tonka, cheval sauvage (Tonka) est un film américain réalisé par Lewis R. Foster, sorti en 1958.
Le film est une adaptation du roman Commanche de David Appel.	

## Synopsis
White, un jeune indien d'une tribu Sioux, cherche à se faire accepter parmi les adultes. Pour cela, il décide de capturer un cheval sauvage qu'il baptise Tonka, « grand ». Mais son oncle Yellow Bull profite de son âge pour s'approprier l'animal et le torturer. White Bull préfère alors rendre sa liberté au cheval qui rejoint sa horde, mais elle est capturée par l'armée américaine, le 7e de cavalerie dans le bataillon du lieutenant-colonel George Armstrong Custer.
Le capitaine Miles Keogh reconnaît l'animal des Indiens, le prend sous sa responsabilité et le baptise Comanche. White Bull apprend le destin de Tonka et se faufile dans le fort pour reprendre son cheval, mais il est vu par le capitaine. Plus tard, l'animal Tonka/Comanche prend part à la bataille de Little Big Horn. Il est le seul survivant du bataillon de Custer.

## Fiche technique
- Titre original : Tonka
- Titre français : Tonka, cheval sauvage
- Réalisateur : Lewis R. Foster assisté de Horace Hough
- Scénario : Lewis R. Foster et Lillie Hayward d'après un roman de David Appel
- Directeur de la photographie : Loyal Griggs
- Montage : Ellsworth Hoagland
- Direction artistique : Robert Emmet Smith
- Décorateur de plateau : Oliver Emert, Emile Kuri
- Maquillage : Pat McNalley
- Coiffure : Ruth Sandifer
- Technicien du son : Robert O. Cook (superviseur), Harry Lindgren (mixeur)
- Effets visuels : Peter Ellenshaw (matte artiste), Albert Whitlock (assistant)
- Effets spéciaux : Ub Iwerks
- Costumes : Gertrude Casey, Chuck Keehne
- Musique
  - Composition originale : Oliver Wallace
  - Chef d'orchestre : Clifford Vaughan
  - Montage musical : Evelyn Kennedy
  - Chansons : Gil George et George Bruns (Tonka)
- Conseiller technique : Wilbur G. Kurtz
- Producteur : James C. Pratt
- Société de production : Walt Disney Productions
- Société de distribution : Buena Vista Film Distribution Company
- Pays de production :  États-Unis
- Langue : anglais
- Format : Couleur
- Genre : Film dramatique, Film d'aventure, Western
- Durée : 97 min

Sauf mention contraire, les informations proviennent des sources suivantes : Leonard Maltin, IMDb

## Distribution
- Sal Mineo : White Bull
- Philip Carey : Captain Miles Keogh
- Jerome Courtland : Lieutenant Henry Nowlan
- Rafael Campos : Strong Bear
- H.M. Wynant : Yellow Bull
- Joy Page : Prairie Flower
- Britt Lomond : General George Armstrong Custer
- Herbert Rudley : Captain Benteen
- Sydney Smith : General Alfred Howe Terry
- John War Eagle : Chief Sitting Bull
- Gregg Martell : Corporal Korn
- Slim Pickens : Ace
- Robert 'Buzz' Henry : Lieutenant Crittenden

Source : Leonard Maltin, , Dave Smith et IMDb

## Sorties cinéma
Sauf mention contraire, les informations suivantes sont issues de l'Internet Movie Database.
- États-Unis : 25 décembre 1958
- Japon : 28 avril 1959
- Italie : 8 octobre 1959
- Danemark : 26 décembre 1959
- France : 15 avril 1960 (sortie limitée)
- Finlande : 7 octobre 1960

## Origine et production

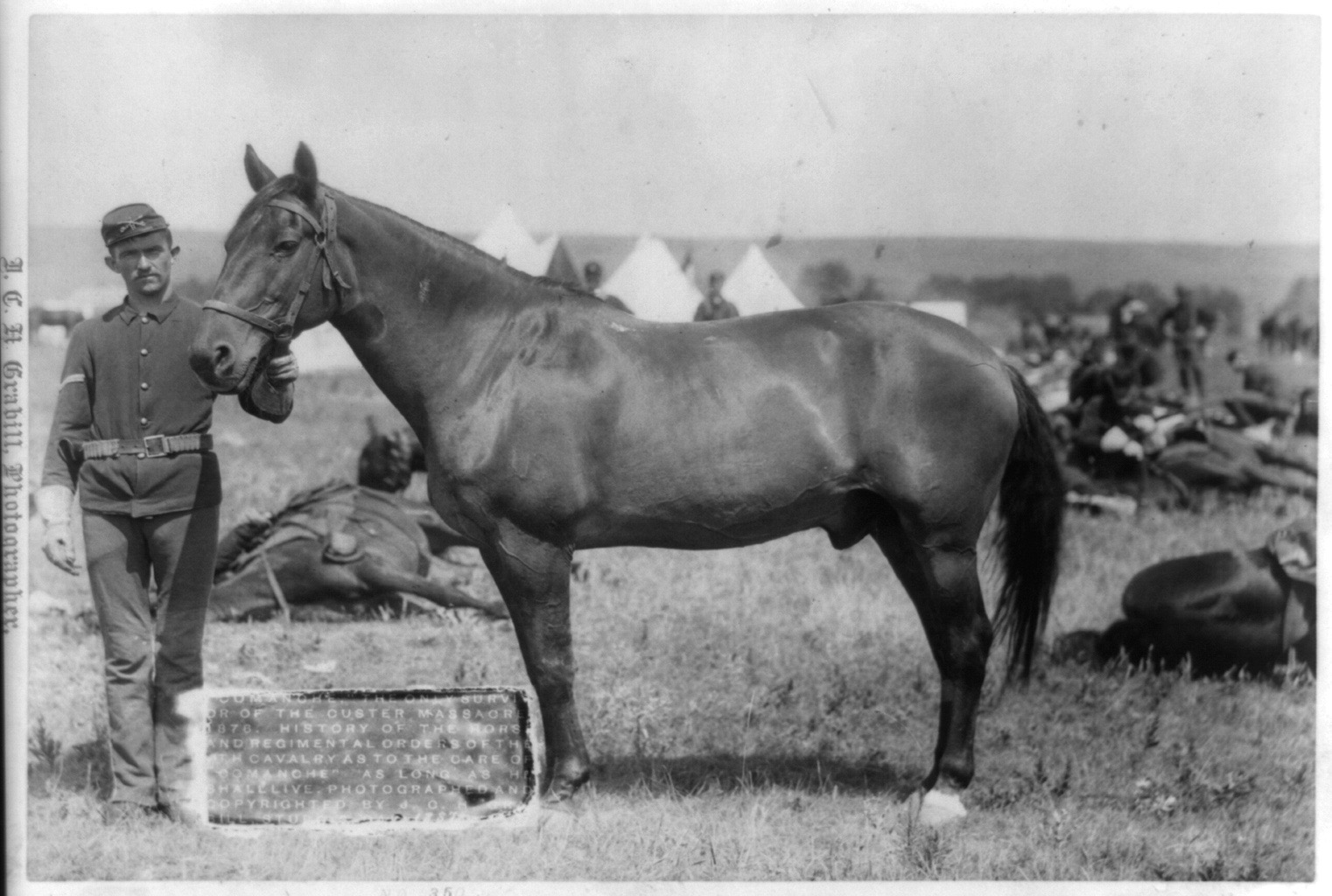
« Comanche », la monture du capitaine Keogh, « seul survivant du bataillon de Custer .»

Le film est inspiré d'un fait réel en marge de la bataille de Little Big Horn le 25 juin 1876, le seul survivant du bataillon du lieutenant-colonel George Armstrong Custer est un cheval, nommé « Comanche », ayant appartenu au capitaine Keogh.
Les scènes en extérieur du film ont été tournées dans la Réserve indienne de Warm Springs dans l'Oregon et de nombreux indiens ont servi de figurants,. Les décors naturels ont été photographiés par Loyal Griggs qui avait été remarqué à la suite du tournage de L'Homme des vallées perdues (Shane, 1953),.

## Sortie et accueil
À la sortie du film, le Times a jugé le film comme un nouvel élément de la culture Américaine Disney (another nice serving of Disney Americana).
Le film a été diffusé à la télévision dans l'émission Walt Disney's Wonderful World of Color sur NBC en deux épisodes, le 18 février et le 25 février 1962 sous le titre Comanche, mais aussi dans l'émission The New Mickey Mouse Club sous le nom A Horse named Comanche.

## Analyse
Pour Leonard Maltin, le film souffre d'un important manque de cohésion en raison du changement brutal de décor entre la période indienne et celle de la cavalerie américaine. Ainsi la sympathie engagée avec le jeune White Bull disparaît lorsque le cheval devient celui du capitaine Kheog accompagné d'un sentiment négatif logique du spectateur. Le lieutenant-colonel Custer est dépeint comme un anti-amérindien maniaque voulant « tuer tous les Indiens, » amis ou ennemis. De plus, la promotion du film a été centrée sur le fait que Tonka/Comanche est le seul survivant de la bataille mais ceci est erroné car ce cheval est le seul survivant du bataillon de cavalerie et White Bull a aussi participé à la bataille et a cependant survécu. Le pire, selon Maltin, réside dans la dernière scène où le jeune brave indien devient un membre honoraire de la 7e cavalerie. Toutefois, il considère la prestation de Sal Mineo en indien convaincante.
Steven Watts note que les populations indiennes sont présentées par le studio de manière positive, ce qui est assez rare dans les westerns de l'époque.